# São Vicente de Minas

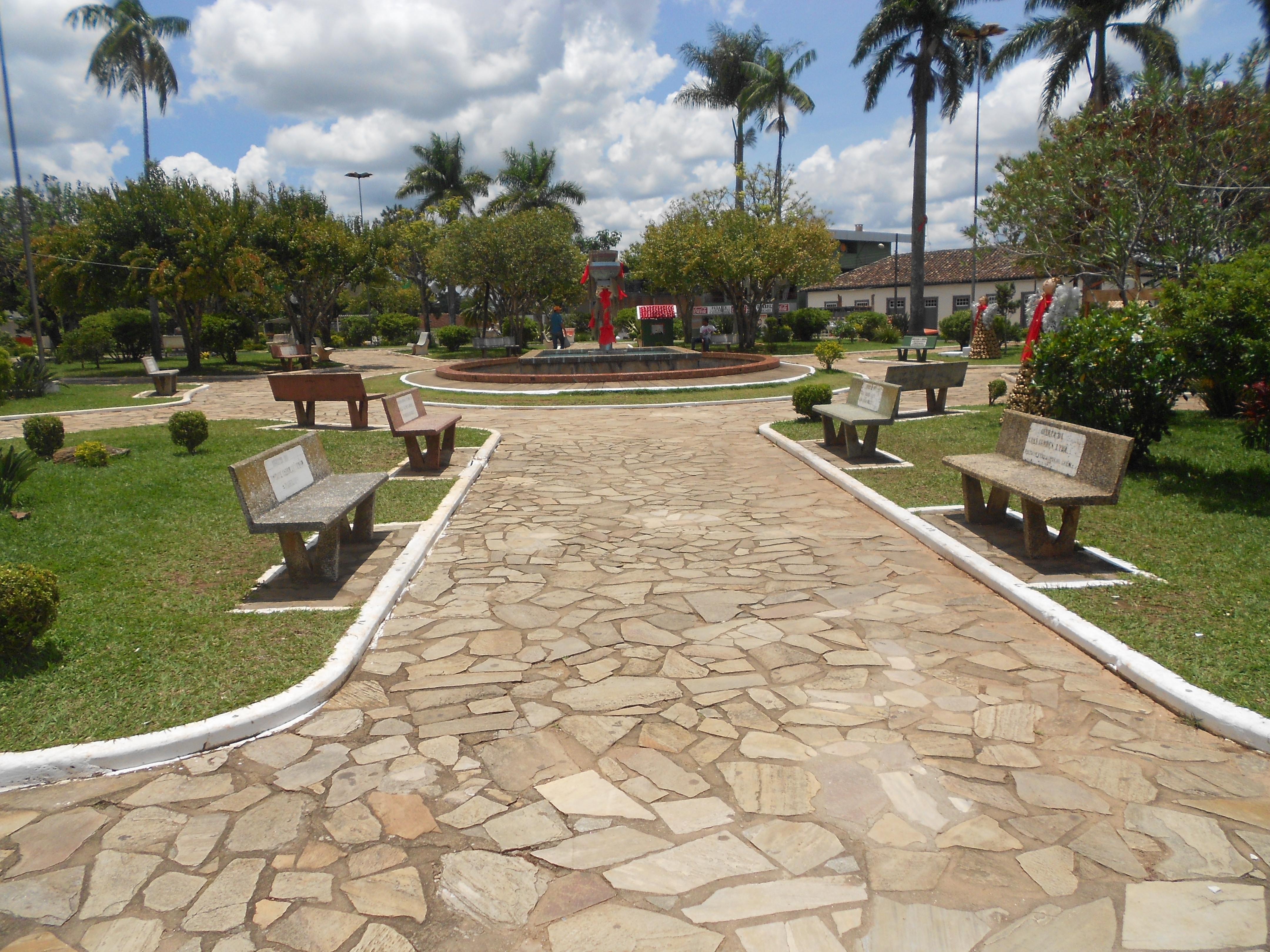
Praça Governador Valadares

São Vicente de Minas é um município brasileiro no interior do estado de Minas Gerais. Pertence à Mesorregião do Sul e Sudoeste de Minas e Microrregião de Andrelândia e localiza-se a sul da capital do estado, distando desta cerca de 299 km. Ocupa uma área de 392,067  km², sendo 168,59 km² estão em perímetro urbano, e sua população em 2011 era de 7 073 habitantes, sendo então o 464º mais populoso do estado mineiro.
A sede tem uma temperatura média anual de 20,7 °C e na vegetação do município predomina a mata atlântica. Com uma taxa de urbanização da ordem de 88,4%, o município contava, em 2009, com oito estabelecimentos de saúde. O seu Índice de Desenvolvimento Humano (IDH) é de 0,769, considerando como médio em relação ao estado.
Na área da cultura e lazer, destaca-se na realização de diversos eventos anuais, como o Carnaval de São Vicente de Minas, em fevereiro ou março, ou a Festa de São Vicente Ferrer, realizada em maio. Possui ainda alguns atrativos turísticos de valor cultural ou histórico, como a Igreja Matriz de Vicente Ferrer ou os componentes da Fazenda do Espírito Santo. A culinária também tem grande relevância, tendo destaque principalmente na produção de queijos finos.

## História

### Antes da emancipação
Até o começo do século XVIII, a região do atual município de São Vicente de Minas não passava de uma área de mata virgem, até que, naquela época, apareceram os primeiros bandeirantes. Muitas dessas bandeiras partiam de Taubaté e grande parte das reservas de pedras preciosas se encontravam nas vertentes do Rio Grande, onde localizam-se as cidades de Tiradentes e São João Del Rei, e na região de Vila Rica, atual município de Ouro Preto. Esses lugares eram alcançados por três caminhos a partir da Capitania de São Paulo, e um deles passava por São Vicente. Ali havia alguns pontos de parada, que serviam para alimento de animais, comércio de mercadoria e para os viajantes passarem dormirem. Com o passar do tempo esses pontos de "paragem", como costumam ser chamados, foram se desenvolvendo até formar pequenas vilas. Uma delas foi a da atual cidade.
O primeiro nome daquele povoado foi São Vicente Ferrer. Se deve a uma imagem de São Vicente Ferrer que foi encontrada por um empregado do fazendeiro Francisco José de Andrade Mello, dono de uma das maiores fazendas da região. Estava à beira de uma nascente e, logo depois, Francisco ordenou que fosse feita uma pequena capela ao santo, onde hoje se situa a praça Coronel José Eugênio. A capela foi concluída em 1799 e deu origem ao primeiro núcleo que gerou o arraial de São Vicente Ferrer, que continuava a ser um dos principais pontos de paradas e descanso das bandeiras.

### Após a emancipação
Dado o desenvolvimento populacional demográfico daquela área, em 2 de maio de 1856 foi criada a Paróquia e o distrito, sendo subordinados ao município de Aiuruoca, que foi criado em 1834. Pela lei provincial nº 1191, de 27 de julho de 1864, o distrito passou a pertencer a Vila Bela do Turvo (atual município de Andrelândia).
Pelo decreto-lei estadual nº 148, de 17 de dezembro de 1938, São Vicente Ferrer emancipa-se com o nome de Francisco Sales, tendo o território desmembrado do Turvo (atual Andrelândia) e de Lavras e composto por três distritos: Andradina (que em 1944 passou a chamar-se Minduri), Carrancas e a Sede. Em 1º de janeiro de 1939 tomou posse o primeiro prefeito, Coronel Rosendo de Souza Andrade. Pela lei nº 336, de 27 de dezembro de 1948, Carrancas emancipa-se e pela lei nº 1039, de 12 de dezembro de 1953, Francisco Sales passa a denominar-se São Vicente de Minas. Pelo mesmo decreto Minduri é elevado à categoria de município, passando a existir, desde então até atualmente, apenas o Distrito-Sede.
Com o passar do tempo a agropecuária foi ganhando força no município e a população da zona rural passou a concentrar-se no perímetro urbano. Muitos de seus prédios construídos nos séculos XIII e XIX viraram patrimônio histórico da cidade e muitas de suas praças e igrejas também conservam o estilo barroco da época do desbravamento da região. Além disso, São Vicente de Minas também vem desenvolvendo seu turismo rural.

## Geografia
A área do município, segundo o Instituto Brasileiro de Geografia e Estatística (IBGE), é de 392,067 km², sendo que 1,6859 km² constituem a zona urbana e os 390,381 km² restantes constituem a zona rural. Situa-se a 21°42'46" de latitude sul e 44°26'38" de longitude oeste e está a uma distância de 280 quilômetros a sul da capital mineira. Seus municípios limítrofes são Carrancas e Madre de Deus de Minas, a norte; Minduri, a oeste; Serranos, a sul; e Andrelândia, a leste.
Conforme a classificação geográfica mais moderna (2017) do IBGE, São Vicente de Minas é um município da Região Geográfica Imediata de São João del-Rei, na Região Geográfica Intermediária de Barbacena.

### Circunscrição eclesiástica
A paróquia São Vicente Ferrer pertence à Diocese de São João del-Rei.

### Relevo e hidrografia

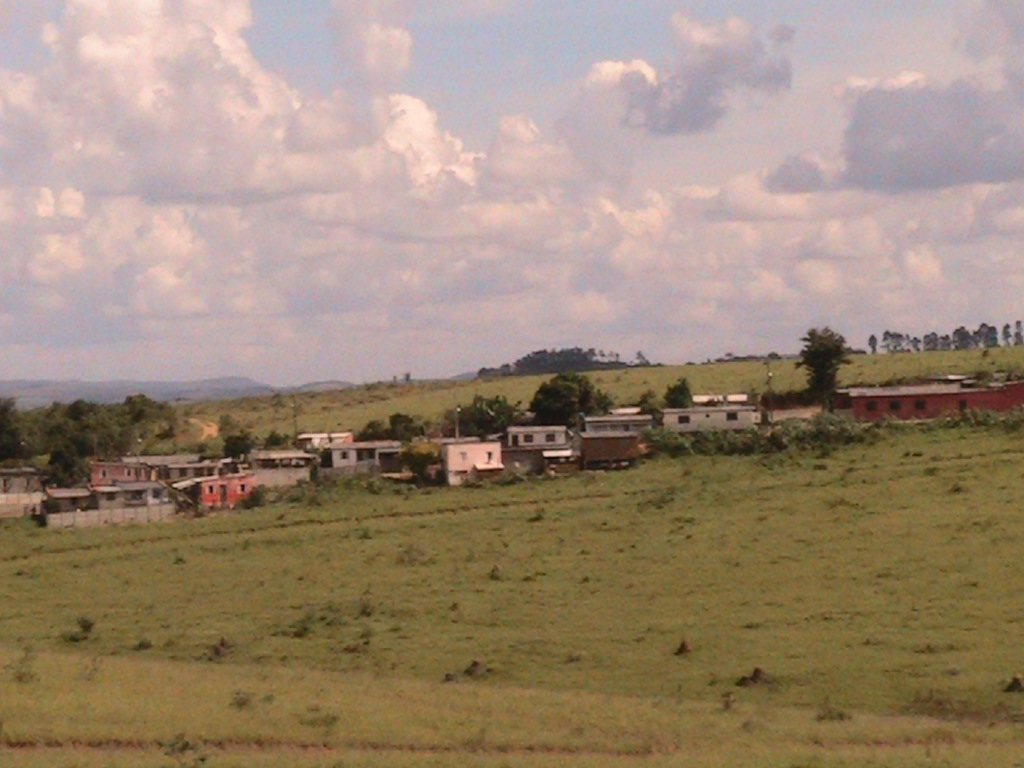
Área com predomínio de relevo ondulado em São Vicente de Minas.

O relevo do município de São Vicente de Minas é predominantemente ondulado. Aproximadamente 54 % do território vicenciano é coberto por áreas onduladas, enquanto em cerca de 29 % há o predomínio de mares de morros em terrenos montanhosos, e os 17 % restantes são lugares planos. A altitude máxima encontra-se na Serra da Covanca, que chega aos 1 316 metros, enquanto que a altitude mínima está na foz do Córrego da Capela, com 998 metros. Já o ponto central da cidade está a 1 060 m.
O território é banhado por vários pequenos rios e córregos, sendo os principais o Rio Aiuruoca e o Ribeirão dos Carneiros. O Aiuruoca nasce nas montanhas da Serra da Mantiqueira, próximo ao Pico das Agulhas Negras, atravessando a zona urbana de vários municípios até desaguar no Rio Grande, na fronteira dos municípios de Madre de Deus de Minas e Carrancas, perto de São Vicente. O Córrego dos Carneiros desagua no Ribeirão Itapixé, nas proxidades de Carmo do Rio Claro, sendo que este ribeirão desagua na represa da Usina Hidrelétrica de Furnas.

### Clima

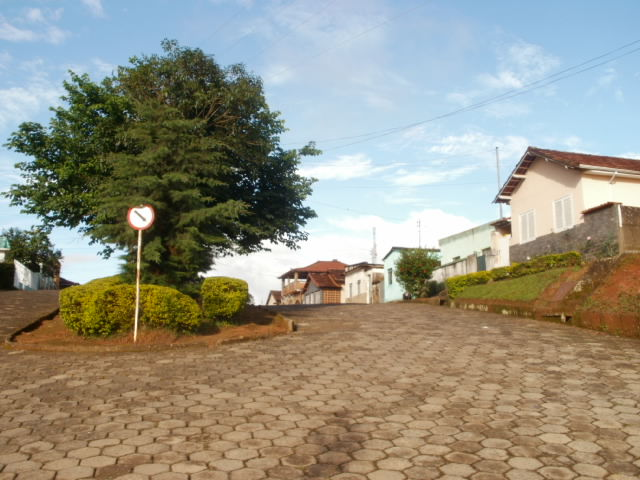
Rua da cidade em dia de céu aberto.

O clima vicenciano é caracterizado, segundo o IBGE, como tropical mesotérmico brando úmido (tipo Cwb segundo Köppen), tendo temperatura média anual de 20,7 °C com invernos secos e frios e verões chuvosos com temperaturas moderadamente altas. O mês mais quente, janeiro, tem temperatura média de 23,7 °C, sendo a média máxima de 29,1 °C e a mínima de 18,3 °C. E o mês mais frio, julho, de 16,8 °C, sendo 24,7 °C e 8,9 °C as médias máxima e mínima, respectivamente. Outono e primavera são estações de transição.
A precipitação média anual é de 1456,3 mm, sendo agosto o mês mais seco, quando ocorrem apenas 11,6 mm. Em dezembro, o mês mais chuvoso, a média fica em 276,9 mm. Nos últimos anos, entretanto, os dias quentes e secos durante o inverno têm sido cada vez mais frequentes, não raro ultrapassando a marca dos 28 °C, especialmente entre julho e setembro. Em agosto de 2010, por exemplo, a precipitação de chuva em São Vicente não passou dos 0 mm. Durante a época das secas e em longos veranicos em pleno período chuvoso também são comuns registros de queimadas em morros e matagais, principalmente na zona rural da cidade, o que contribui com o desmatamento e com o lançamento de poluentes na atmosfera, prejudicando ainda a qualidade do ar.
Segundo o Instituto Mineiro de Gestão das Águas (IGAM), o maior acumulado de chuva registrado em menos de 24 horas na cidade foi de 149,0 mm, observado no dia 8 de dezembro de 1999. Outros grandes acumulados foram de 140,0 mm, no dia 7 de janeiro de 2004; 133,0 mm, em 26 de março de 2004; 130,0 mm, em 30 de dezembro de 1991; e 126,6 mm, em 13 de janeiro de 2011.
| Dados climatológicos para São Vicente de Minas | Dados climatológicos para São Vicente de Minas | Dados climatológicos para São Vicente de Minas | Dados climatológicos para São Vicente de Minas | Dados climatológicos para São Vicente de Minas | Dados climatológicos para São Vicente de Minas | Dados climatológicos para São Vicente de Minas | Dados climatológicos para São Vicente de Minas | Dados climatológicos para São Vicente de Minas | Dados climatológicos para São Vicente de Minas | Dados climatológicos para São Vicente de Minas | Dados climatológicos para São Vicente de Minas | Dados climatológicos para São Vicente de Minas | Dados climatológicos para São Vicente de Minas |
| Mês                                            | Jan                                            | Fev                                            | Mar                                            | Abr                                            | Mai                                            | Jun                                            | Jul                                            | Ago                                            | Set                                            | Out                                            | Nov                                            | Dez                                            | Ano                                            |
| ---------------------------------------------- | ---------------------------------------------- | ---------------------------------------------- | ---------------------------------------------- | ---------------------------------------------- | ---------------------------------------------- | ---------------------------------------------- | ---------------------------------------------- | ---------------------------------------------- | ---------------------------------------------- | ---------------------------------------------- | ---------------------------------------------- | ---------------------------------------------- | ---------------------------------------------- |
| Temperatura máxima média (°C)                  | 29,1                                           | 29,0                                           | 29,0                                           | 27,3                                           | 25,6                                           | 24,6                                           | 24,7                                           | 26,1                                           | 27,0                                           | 27,8                                           | 28,3                                           | 28,3                                           | 27,2                                           |
| Temperatura mínima média (°C)                  | 18,3                                           | 18,0                                           | 17,4                                           | 15,0                                           | 11,9                                           | 9,8                                            | 8,9                                            | 10,3                                           | 13,0                                           | 15,5                                           | 16,6                                           | 17,7                                           | 14,3                                           |
| Precipitação (mm)                              | 249,4                                          | 224,1                                          | 182,1                                          | 68,1                                           | 35,1                                           | 21,6                                           | 12,9                                           | 11,6                                           | 52,2                                           | 127,9                                          | 194,4                                          | 276,9                                          | 1 456,3                                        |
| Fonte: Jornal do Tempo                         |                                                |                                                |                                                |                                                |                                                |                                                |                                                |                                                |                                                |                                                |                                                |                                                |                                                |

### Fauna e flora
A vegetação nativa do município pertence ao domínio florestal Atlântico (Mata Atlântica), onde destacam-se árvores como os ipês, jacarandás, angicos, quaresmeiras, araucárias e cedro. O solo da região, ácido e com pouca matéria orgânica, e o clima seco, não favorecem o crescimento rápido da vegetação. A principal atividade econômica na zona rural é a pecuária leiteira e a queimada anual dos pastos é a prática de manejo usual. Como consequência a região possui um grande índice de destruição de sua cobertura vegetal original. A falta de florestas e a pobreza da vegetação reduzem a fauna a pequenos roedores, poucos mamíferos, animais silvestres e aves de pequeno porte.

## Demografia
Em 2011, a população do município foi estimada pelo Instituto Brasileiro de Geografia e Estatística (IBGE) em 7 073 habitantes, sendo o 464º mais populoso do estado e apresentando uma densidade populacional de 18,04 habitantes por km². Em 2010, 3 394 habitantes eram homens e 3 614 habitantes mulheres. Ainda segundo o mesmo censo, 5 940 habitantes viviam na zona urbana e 1 068 na zona rural. A população vicenciana era composta por 3 129 brancos (44,65%); 1 189 pretos (16,97%); 95 amarelos (1,36%); 2 587 pardos (36,91%); e oito indígenas (0,11%).
O Índice de Desenvolvimento Humano Municipal (IDH-M) de São Vicente de Minas é considerado médio pelo Programa das Nações Unidas para o Desenvolvimento (PNUD). Seu valor é de 0,769, sendo o 1360° maior de todo o Brasil (entre 5 507). A cidade possui a maioria dos indicadores médios e parecidos com os da média nacional segundo o PNUD.
O coeficiente de Gini, que mede a desigualdade social, é de 0,42, sendo que 1,00 é o pior número e 0,00 é o melhor. No ano de 2003, a incidência da pobreza, medida pelo IBGE, era de 33,41%, o limite inferior da incidência de pobreza era de 22,17%, o superior era de 44,65% e a incidência da pobreza subjetiva era de 28,89%.

### Religião

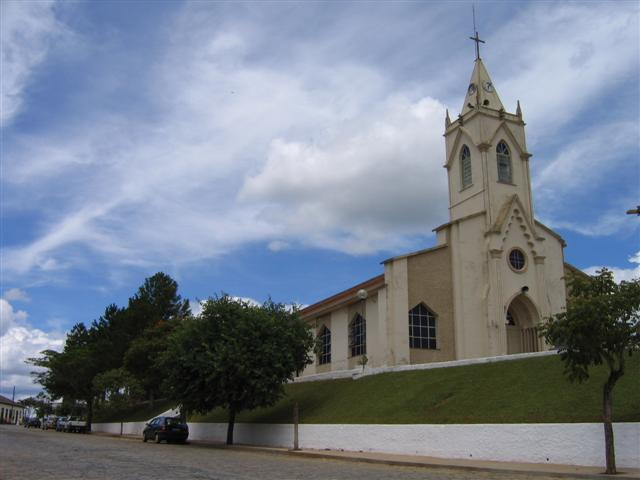
Igreja Matriz, templo Católico.

Tal como a variedade cultural em São Vicente de Minas, são diversas as manifestações religiosas na cidade. Embora tenha se desenvolvido sobre uma matriz social eminentemente católica, é possível encontrar atualmente na cidade dezenas de denominações protestantes diferentes.
O município de São Vicente de Minas está localizado no país mais católico do mundo em números absolutos. A Igreja Católica teve seu estatuto jurídico reconhecido pelo governo federal em outubro de 2009, ainda que o Brasil seja atualmente um estado oficialmente laico.
A cidade possui os mais diversos credos protestantes ou reformados, como a Assembleia de Deus, a Igreja Cristã Maranata, a Igreja Presbiteriana, as igrejas batistas, a Igreja Adventista do Sétimo Dia e a Igreja Universal do Reino de Deus, entre outras. De acordo com dados do censo de 2000 realizado pelo IBGE, a população de São Vicente de Minas está composta por: Católicos (94,71%), evangélicos (4,27%), pessoas sem religião (0,45%), espíritas (0,06%) e 0,51% estão divididas entre outras religiões.

## Política
De acordo com a Constituição de 1988, São Vicente de Minas está localizada em uma república federativa presidencialista. Foi inspirada no modelo estadunidense, no entanto, o sistema legal brasileiro segue a tradição romano-germânica do Direito positivo. A administração municipal se dá pelo poder executivo e pelo poder legislativo.

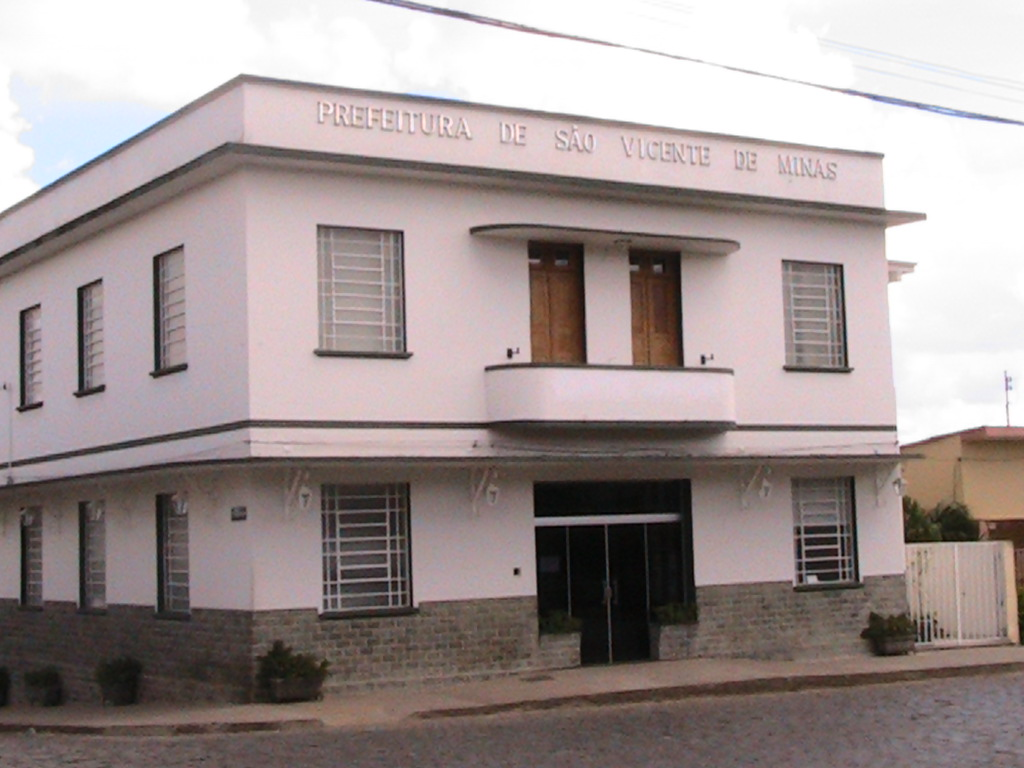
Sede da Prefeitura de São Vicente de Minas.

Antes de 1930 os municípios eram dirigidos pelos presidentes das câmaras municipais, também chamados de agentes executivos ou intendentes. Somente após a Revolução de 1930 é que foram separados os poderes municipais em executivo e legislativo. O primeiro líder do poder executivo e prefeito do município foi Coronel Rosendo de Souza Andrade, que tomou posse em janeiro de 1939, algumas semanas após a emancipação da cidade. Em vinte e nove mandatos, vários prefeitos passaram pela prefeitura de São Vicente. Em 2009, quem venceu as Eleições municipais no Brasil no município foi Maria Lindinalva Leite Lucinda, do Partido do Movimento Democrático Brasileiro (PMDB), sendo eleita com 69,66% dos votos válidos. Por ter menos de 200 mil eleitores, não pode haver segundo turno no município.
O Poder legislativo é constituído pela câmara, composta por nove vereadores eleitos para mandatos de quatro anos (em observância ao disposto no artigo 29 da Constituição) e está composta da seguinte forma: três cadeiras do Partido do Movimento Democrático Brasileiro (PMDB); duas cadeiras do Partido da Social Democracia Brasileira (PSDB); duas cadeiras do Partido da República (PR); uma cadeira do Partido Progressista (PP); e uma do Partido Trabalhista Cristão (PTC). Cabe à casa elaborar e votar leis fundamentais à administração e ao Executivo, especialmente o orçamento participativo (Lei de Diretrizes Orçamentárias).
O município de São Vicente de Minas se rege por lei orgânica, que foi publicada em 17 de dezembro de 2008, em homenagem aos 70 anos de emancipação política, e faz parte da Comarca de Andrelândia. O município possuía 5 192 eleitores em 2010, o que representava 0,036% do total do estado de Minas Gerais.

## Economia
O Produto Interno Bruto (PIB) de São Vicente de Minas é um dos maiores de sua microrregião, destacando-se na área de prestação de serviços. De acordo com dados do IBGE, relativos a 2008, o PIB do município era de R$ 68 330,567 mil. 3 989 mil eram de impostos sobre produtos líquidos de subsídios a preços correntes. O PIB per capita é de R$ 10 518,87
Em 2009 havia 2 078 trabalhadores, sendo 1 159 pessoal ocupado total e 919 ocupado assalariado. Salários juntamente com outras remunerações somavam 9 488 mil reais e o salário médio mensal de todo município era de 1,8 salários mínimos. Havia 222 unidades locais e 219 empresas atuantes.
Setor primário
| Produção de cana-de-açúcar, milho e tomate (2010) | Produção de cana-de-açúcar, milho e tomate (2010) | Produção de cana-de-açúcar, milho e tomate (2010) |
| ------------------------------------------------- | ------------------------------------------------- | ------------------------------------------------- |
| Produto                                           | Área colhida (hectares)                           | Produção (tonelada)                               |
| Cana-de-açúcar                                    | 23                                                | 1 150                                             |
| Milho                                             | 2 200                                             | 11 000                                            |
| Tomate                                            | 15                                                | 900                                               |

A agricultura é o segundo mais relevante da economia de São Vicente. De todo o PIB da cidade 19 902 mil reais é o valor adicionado bruto da agropecuária. Segundo o IBGE, em 2010 o município possuía um rebanho de 15 740 bovinos, 1 012 equinos, 21 muares, 951 suínos, e 4 054 aves, entre estas 2 017 galinhas e 2 037 galos, frangos e pintinhos.
Em 2010 a cidade produziu 15 579 mil litros de leite de 5 618 vacas, 11 mil dúzias de ovos de galinha e 1 211 quilos de mel de abelha. Na lavoura temporária são produzidos principalmente o milho (11 mil toneladas), a cana-de-açúcar (1 150 toneladas) e o tomate (900 toneladas).
Setores secundário e terciário

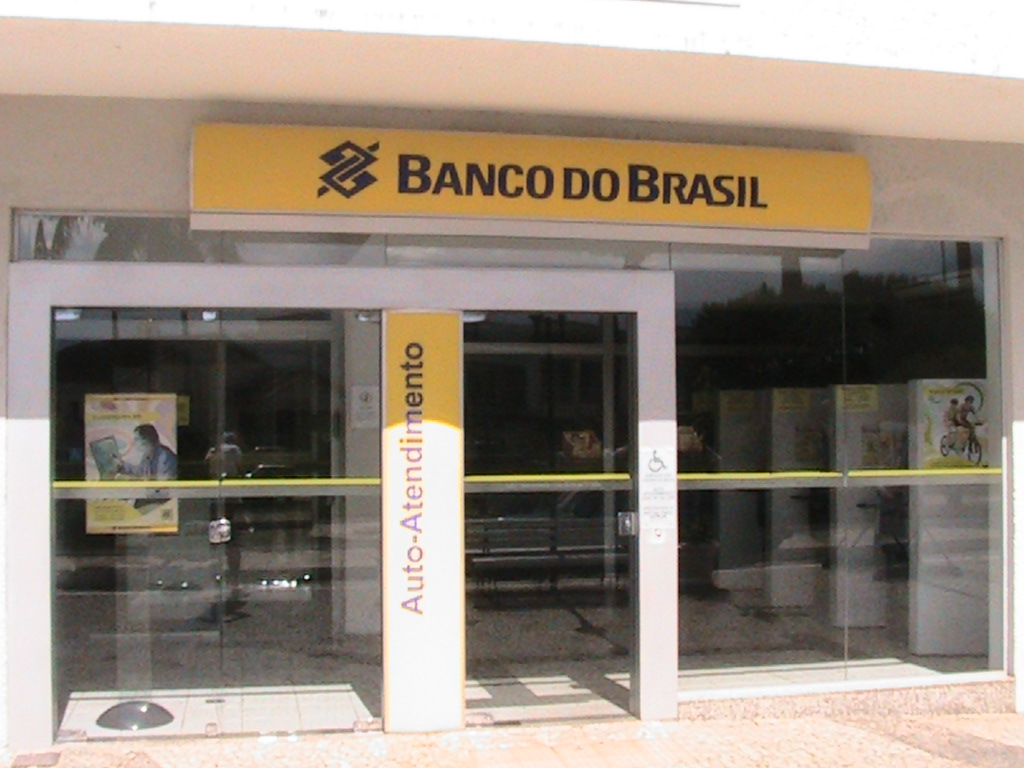
Agência do Banco do Brasil em São Vicente de Minas.

A indústria, atualmente, é o setor menos relevante para a economia do município. 13 652 reais do PIB municipal são do valor adicionado bruto da indústria (setor secundário). A produção industrial ainda é muito incipiente na cidade, mesmo que comece a dar sinais de aprimoramento, sendo resumida principalmente à produção de laticínios. No ano de 2000, as principais empresas industriais classificadas segundo o número de empregados eram a Laticínios São Vicente LTDA, Kigilas Indústria e Comércio LTDA e BG Brasil Indústrias Alimentícias LTDA (ambas no ramo de fabricação de produtos alimentícios e bebidas). Neste mesmo ano, 506 pessoas estavam ocupadas no setor industrial.
O movimento comercial vicenciano tem se expandido bastante desde o início da década de 1990. Era um sinal visível do crescimento econômico, da modernização e, consequentemente, do progresso da cidade, apesar da lentidão com que se desenvolveu antes da década de 1990. O comércio vicenciano atrai ainda consumidores de cidades vizinhas para compras de produtos de primeira necessidade, sendo comercializados também móveis e eletrodomésticos. Em 2000 212 pessoas estavam ocupadas no setor comercial e 940 dedicavam-se à prestação de serviços e em 2008 30 788 reais do PIB municipal eram do valor adicionado bruto do setor terciário.

## Estrutura urbana

### Habitação, infraestrutura básica e criminalidade
No ano de 2000 a cidade tinha 1 654 domicílios entre apartamentos, casas, e cômodos. Desse total, 1 263 eram imóveis próprios, sendo 1 249 próprios já quitados (71,75%), 14 em aquisição (0,85%) e 162 alugados (9,79%). 222 imóveis foram cedidos, sendo 132 por empregador (7,98%) e 90 cedidos de outra maneira (5,44%). Sete foram ocupados de outra forma (0,42%). Parte dessas residências conta com água tratada, energia elétrica, esgoto, limpeza urbana, telefonia fixa e telefonia celular. Em 2000, 88,39% dos domicílios eram atendidos pela rede geral de abastecimento de água; 86,40% das moradias possuíam coleta de lixo; e 85,48% das residências tinham acesso à rede geral de esgoto ou pluvial.
Em 2008, as taxas de homicídios, de suicídios e de óbitos por acidentes de transito foram nulas em São Vicente. Por força da Constituição Federal do Brasil, o município possui uma Guarda Municipal, que tem função de proteger os bens, serviços e instalações públicas.

### Saúde e educação

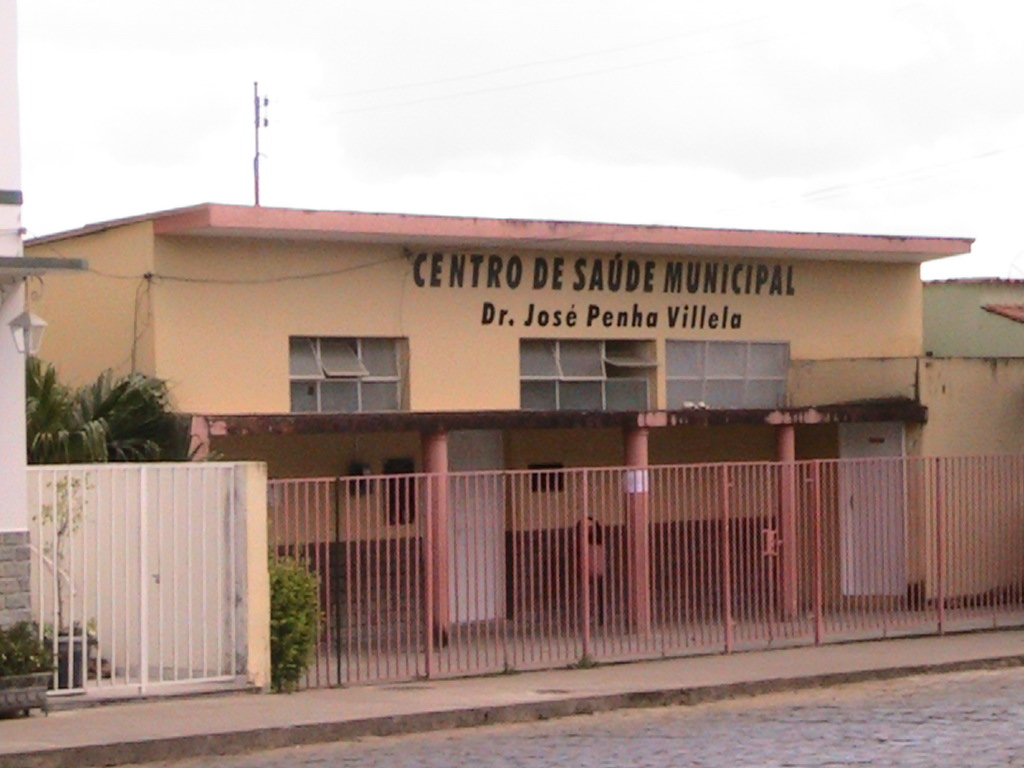
Centro de Saúde Municipal Dr. José Penha Villela, um dos oito estabelecimentos de saúde da cidade.

Em 2009, o município possuía oito estabelecimentos de saúde entre hospitais, pronto-socorros, postos de saúde e serviços odontológicos, sendo cinco deles públicos e três privados e que todos estes públicos pertenciam à rede municipal. Neles a cidade possuía 32 leitos para internação, sendo que todos eles estavam nos privados. Em 2010 foram registrados 75 nascidos vivos e cinco óbitos, sendo que quatro mortos eram homens e um era mulher.
Na área da educação, o município, em 2009, contava com aproximadamente 1 796 matrículas e quatro escolas nas redes públicas e particulares. Segundo dados do Instituto Nacional de Estudos e Pesquisas Educacionais Anísio Teixeira (INEP) e do Ministério da Educação (MEC), o índice de analfabetismo no ano de 2000 em pessoas de 18 a 24 anos de idade era de 4,22%. A taxa bruta de frequência à escola naquele ano era de 75,8%, sendo que no país esse índice era de 81,89%. 238 habitantes possuíam menos de 1 ano de estudo ou não contavam com instrução alguma. Em 2009 três alunos frequentavam o sistema de educação especial e em 2010 35 crianças estudavam em creches.
| Ensino pré-escolar | 183   | 9  | 2 |
| Ensino fundamental | 1 276 | 64 | 1 |
| Ensino médio       | 337   | 25 | 1 |

### Serviços
A distribuição de energia no município é fornecida pela Companhia Energética de Minas Gerais (CEMIG). Já o serviço de abastecimento de água de toda a cidade é feito pelo Companhia de Saneamento de Minas Gerais (Copasa). É a encarregada desde 1993 e teve seu contrato renomado por 30 anos em 29 de agosto de 2007.
Ainda há serviços de internet discada e banda larga (ADSL) sendo oferecidos por diversos provedores de acesso gratuitos e pagos. O serviço telefônico móvel, por telefone celular, é oferecido por diversas operadoras. O código de área (DDD) de São Vicente de Minas é 035[carece de fontes?] e o Código de Endereçamento Postal (CEP) da cidade é 37370-000. No dia 19 de janeiro de 2009 o município passou a ser servido pela portabilidade, juntamente com outros municípios com o mesmo DDD. A portabilidade é um serviço que possibilita a troca da operadora sem a necessidade de se trocar o número do aparelho.

### Transportes

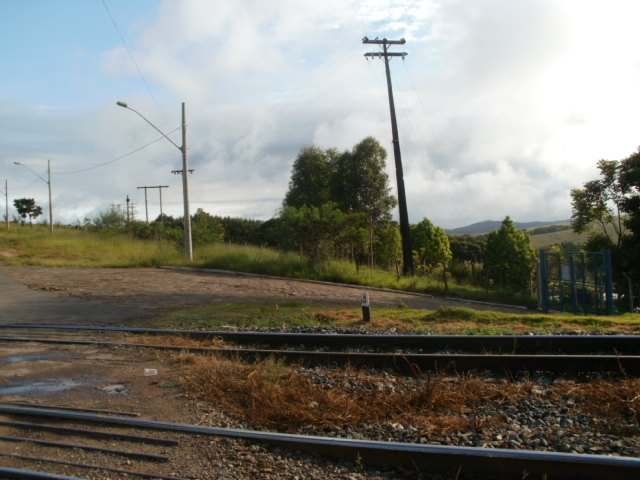
Passagem de nível na cidade.

Por ser uma cidade pequena, com poucas ruas e poucos habitantes, não há um grande tráfego de veículos no município de São Vicente de Minas. A frota municipal no ano de 2010 era de 1 442 veículos, sendo 902 automóveis, 83 caminhões, 154 caminhonetes, 39 caminhonetas, 14 microônibus, 221 motocicletas, 13 motonetas, dois ônibus, três utilitários, um trator de rodas e 10 classificados como outros tipos de veículos. São Vicente de Minas possui um terminal rodoviário, que a liga, principalmente, a várias cidades do sul e sudeste mineiro, como São João Del Rey, Caxambu e Aiuruoca. Também há linhas para a Cidade de São Paulo e para a capital mineira, Belo Horizonte, e as empresas que atuam na rodoviária são a Viação Sandra e a Viação Cometa. A cidade é atendida pela BR-040 – que começa em Brasília e termina na cidade do Rio de Janeiro, pela BR-383 – que começa em Conselheiro Lafaiete e termina em São Luiz do Paraitinga, no entroncamento com a BR-101, e pela MG-338 – que começa em Barbacena e termina em Madre de Deus de Minas.
Desde 1888, o município é cruzado por uma ferrovia, a Linha Tronco que até 1931 era de responsabilidade da Estrada de Ferro Oeste de Minas. Essa ferrovia liga a cidade ao município de Araguari e às cidades de Barra Mansa e Angra dos Reis, no Rio de Janeiro. Durante as décadas seguintes passou a ser propriedade de outras três ferrovias, dentre elas, a Rede Mineira de Viação, até ser repassada à Rede Ferroviária Federal (RFFSA). A Estação Ferroviária de São Vicente de Minas foi inaugurada em 1912, porém está desativada. Atualmente, a ferrovia que corta a cidade se encontra concedida à VLI Multimodal para o transporte de cargas.
Não existem aeroportos que operem próximos ao município. Na região há os seguintes aeroportos: em São João del-Rei, o aeroporto Prefeito Octávio de Almeida Neves (IATA: JDR, ICAO: SNJR), a 90 km de distância; em Juiz de Fora, o Aeroporto Francisco Álvares de Assis (IATA: JDF, ICAO: SBJF); e em Barbacena o Aeroporto Major-Brigadeiro Doorgal Borges (IATA: SBBQ), esses dois últimos a pouco mais de 100 km de São Vicente de Minas.

## Cultura e lazer

### Eventos e gastronomia
Para estimular o desenvolvimento socioeconômico local, a prefeitura de São Vicente de Minas, juntamente ou não com instituições locais, passou a investir mais no segmento de festas e eventos. Anualmente destaca-se a realização do Carnaval de São Vicente, em fevereiro ou março; das celebrações da Semana Santa, em março ou abril; da Festa de São Vicente Ferrer, em abril; do Festival de Música Popular (FESTIPOP), em maio; da Festa do Espírito do Santo, em maio; da Exposição de Pequenos Animais (EXPAI), em maio ou junho; da Festa do Vicenciano Ausente, em julho; da Festa do Rosário, em outubro; e das celebrações de Natal, em dezembro.
Na área da gastronomia, destaca-se, em São Vicente de Minas, a preparação de pratos típicos da culinária mineira, como o feijão tropeiro e o pão de queijo. É comum a preparação de pratos que tenham como ingredientes as carnes de porco e de galinha, o quiabo, a couve, o fubá. As tradições culinárias da região remontam à época da escravidão no brasil, do ciclo do ouro e das pedras preciosas. Faz parte do chamado "Circuito dos Queijos Finos", que destaca-se pela produção de vários tipos diferentes de queijos. Em 1981, quando o Papa João Paulo II esteve no Brasil, ele experimentou um tipo de queijo proveniente do município em seu café da manhã e o aprovou. O Vaticano enviou um comunicado ao município, o que prova a qualidade dos queijos finos e artesanais lá produzidos.

### Atrativos e artesanato

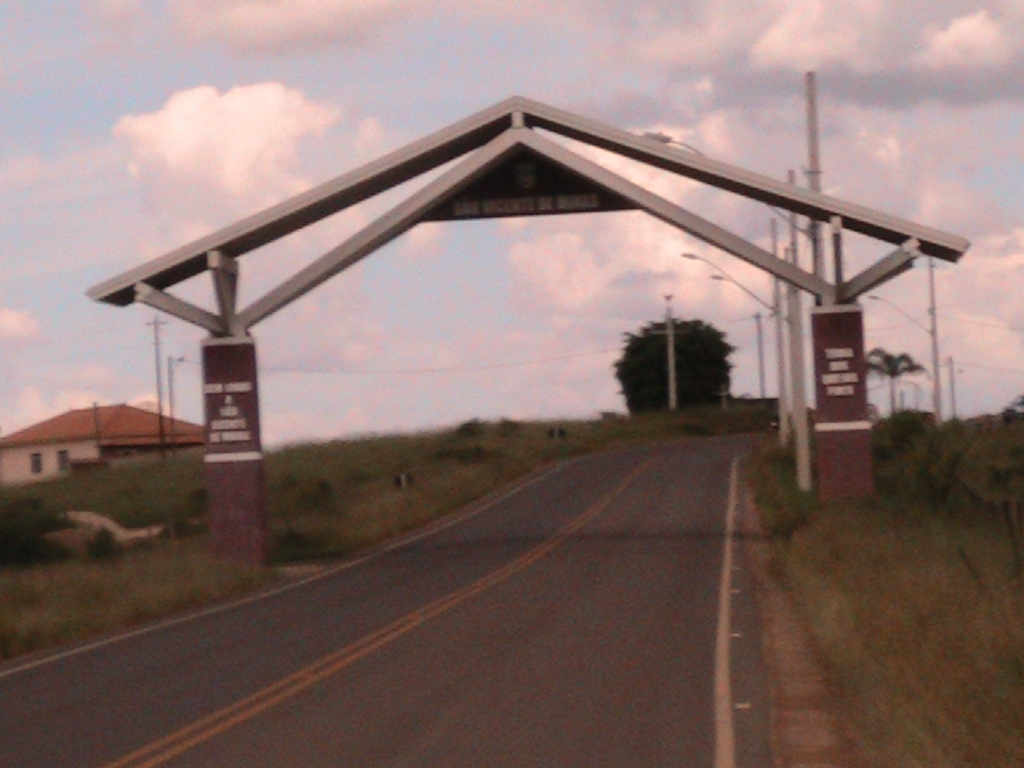
Portal de São Vicente de Minas.

A cidade conta com alguns atrativos de valor histórico e cultural. O Conselho Municipal de Patrimônio Cultural de São Vicente de Minas, criado pelo Decreto nº 023/2003, em consonância com a Lei Municipal nº 1464/2009, é o órgão responsável pela preservação destes bens materiais e arquitetônicos. Em 2009 o instituto tombou a Fazenda do Espírito Santo, onde estão a Capela do Espírito Santo, o Cemitério e a Reminiscência do Muro de Taipa de Pilão, que foram construídos entre os séculos XVIII e XIX. A Capela foi projetada em estilo rococó pelo arquiteto Joaquim José da Natividade. Dentre outros pontos turísticos ou que são bastante conhecidos, destacam-se construções como a Igreja Matriz de São Vicente Ferrer, o Colégio Marista e o Portal da cidade.
O artesanato é uma das formas mais espontâneas da expressão cultural vicenciana. Em várias partes do município, é possível encontrar uma produção artesanal diferenciada, feita com matérias-primas regionais e criada de acordo com a cultura e o modo de vida local. Há associações que reúnem artesãos da região, disponibilizando espaço para confecção, exposição e venda dos produtos artesanais. Normalmente essas peças são vendidas em feiras, exposições ou lojas de artesanato.

### Feriados
Em São Vicente de Minas há apenas um feriado municipal e oito feriados nacionais, além dos pontos facultativos. O feriado municipal é o dia da emancipação política de São Vicente, comemorado em 17 de dezembro. De acordo com a lei federal nº 9.093, aprovada em 12 de setembro de 1995, os municípios podem ter no máximo quatro feriados municipais, já incluída a Sexta-Feira Santa.